# Babice nad Svitavou
Babice nad Svitavou – wieś i gmina w Czechach, w powiecie Brno, w kraju południowomorawskim. Według danych z dnia 1 stycznia 2013 liczyła 1 095 mieszkańców.
We wsi jest przystanek kolejowy Babice nad Svitavou.